# 亨伯斯通和圣劳拉硝石采石场
亨伯斯通和圣劳拉硝石采石场（英語：Humberstone and Santa Laura Saltpeter Works），地处智利北部的阿他加马沙漠中，位于塔拉帕卡大区伊基克城东48公里处，包括亨伯斯通和圣劳拉的200多座硝石采石场。来自智利、秘鲁和玻利维亚的大批工人在这里采矿，制取硝石，形成了特有的pampinos文化。这一文化以其语言的多样性，具有创新活力和对社会公平的早期探索而著称，对社会历史产生过重大影响。2005年，该地被列为世界遗产，同时也被列入濒危世界遗产列表。2019年从濒危世界遗产列表中移除。

## 沿革
1872年圭勒莫·温代尔硝石提取公司在圣劳拉建立了硝石采石场，当时这里仍属于秘鲁。同一年，詹姆斯·托马斯·亨伯斯通建立了秘鲁硝石公司，建立了“La Palma”采石场，两者都发展的很快，逐渐兴建起了一批英式建筑风格的建筑。两地所开采出的硝酸钠（智利硝石）广泛用作化肥，远销南北美洲，甚至欧洲。在La Palma已成为这一区域最大的硝石采石场之时，圣劳拉采石场的产量一直不高，运转不好。1902年Tamarugal硝石公司掌控了圣劳拉采石场。1913年圣劳拉停止了硝石生产，直到Shanks提取方法投入使用，提高了生产率为止。
由于德国化学家弗里茨·哈伯和卡尔·布许发现了合成氨的方法，加之大萧条时期的影响，两个地方的硝石产业都衰落了。1934年，两个采石场都被COSATAN收购了。COSATAN将La Palma采石场命名为"Oficina Santiago Humberstone"以纪念其创始者。这一公司试图通过让亨伯斯通采石场现代化来提高竞争力，最后于1940年成为当时最成功的硝石采石场。
对硝石需求量的大大下降导致COSATAN于1958年倒闭。1960年时，两个地区的采石场都被废弃了，当地也逐渐成为无人居住的鬼城。1970年他们被宣布为国家纪念地并开放参观。2005年被列为世界遗产。由于地震影响，列为世界文化遗产的同时也已经被列入濒危世界遗产，以便引起国际注意，进行保护和修复。

## 图片

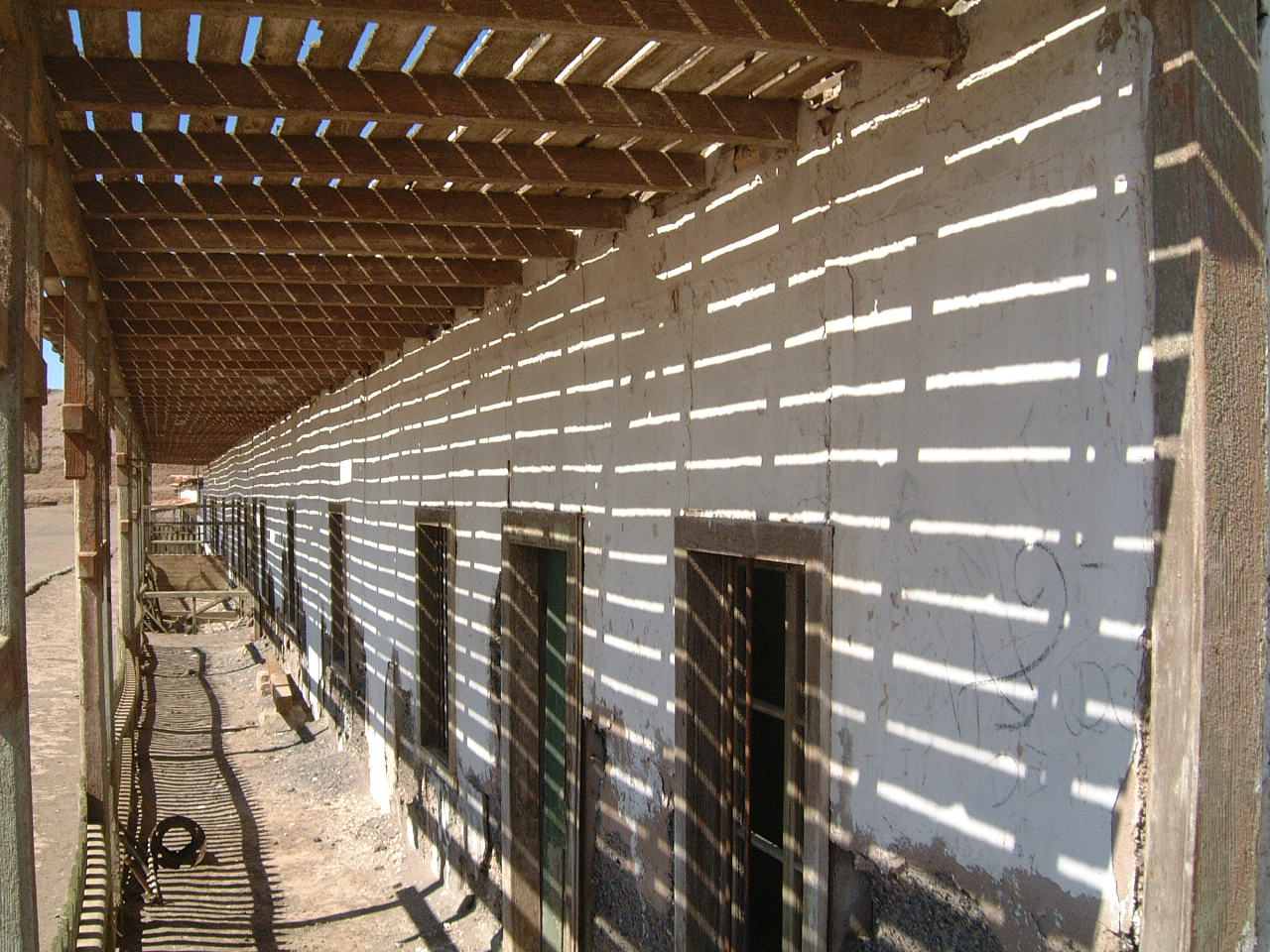
工人的住所
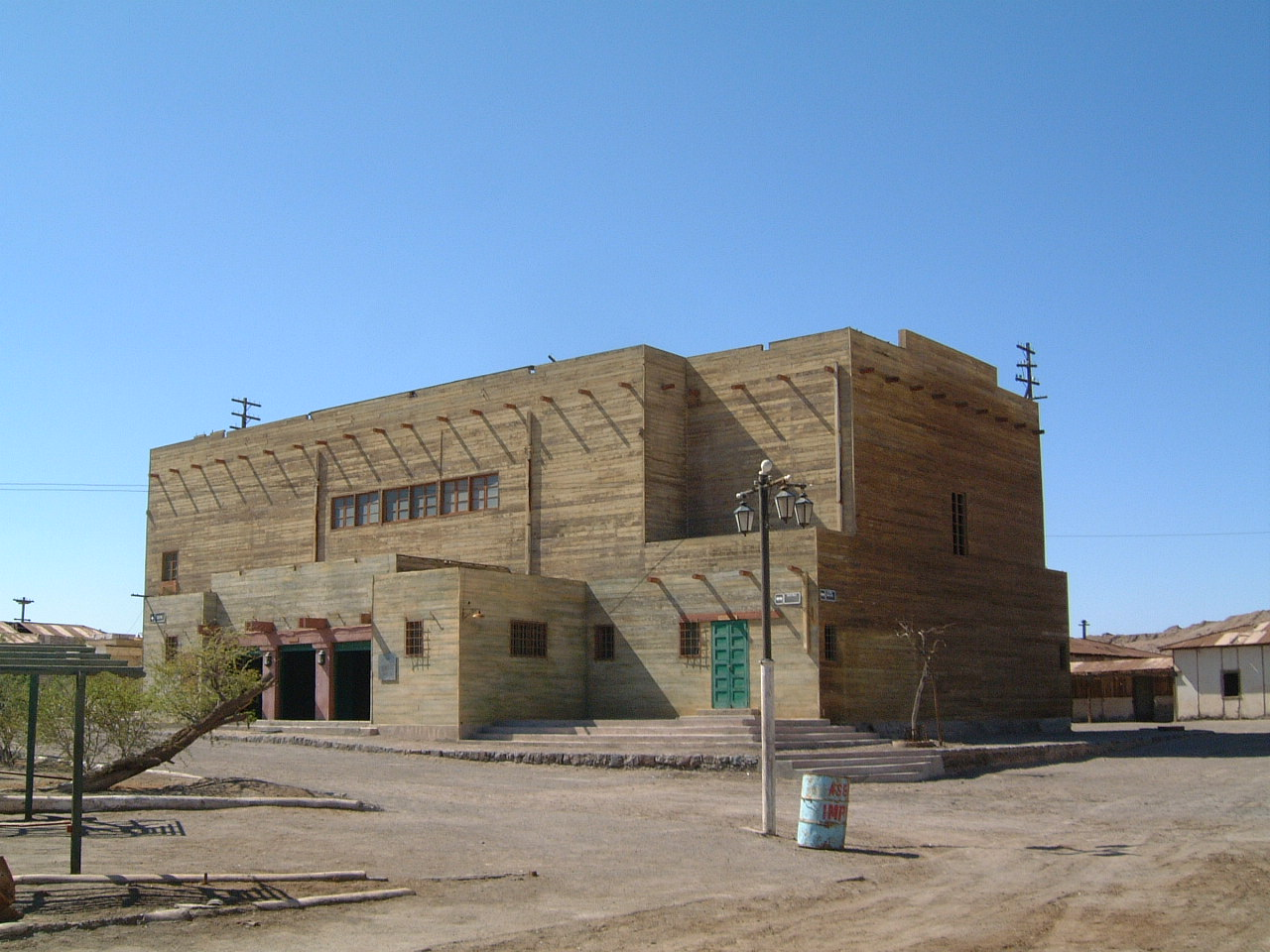
剧院
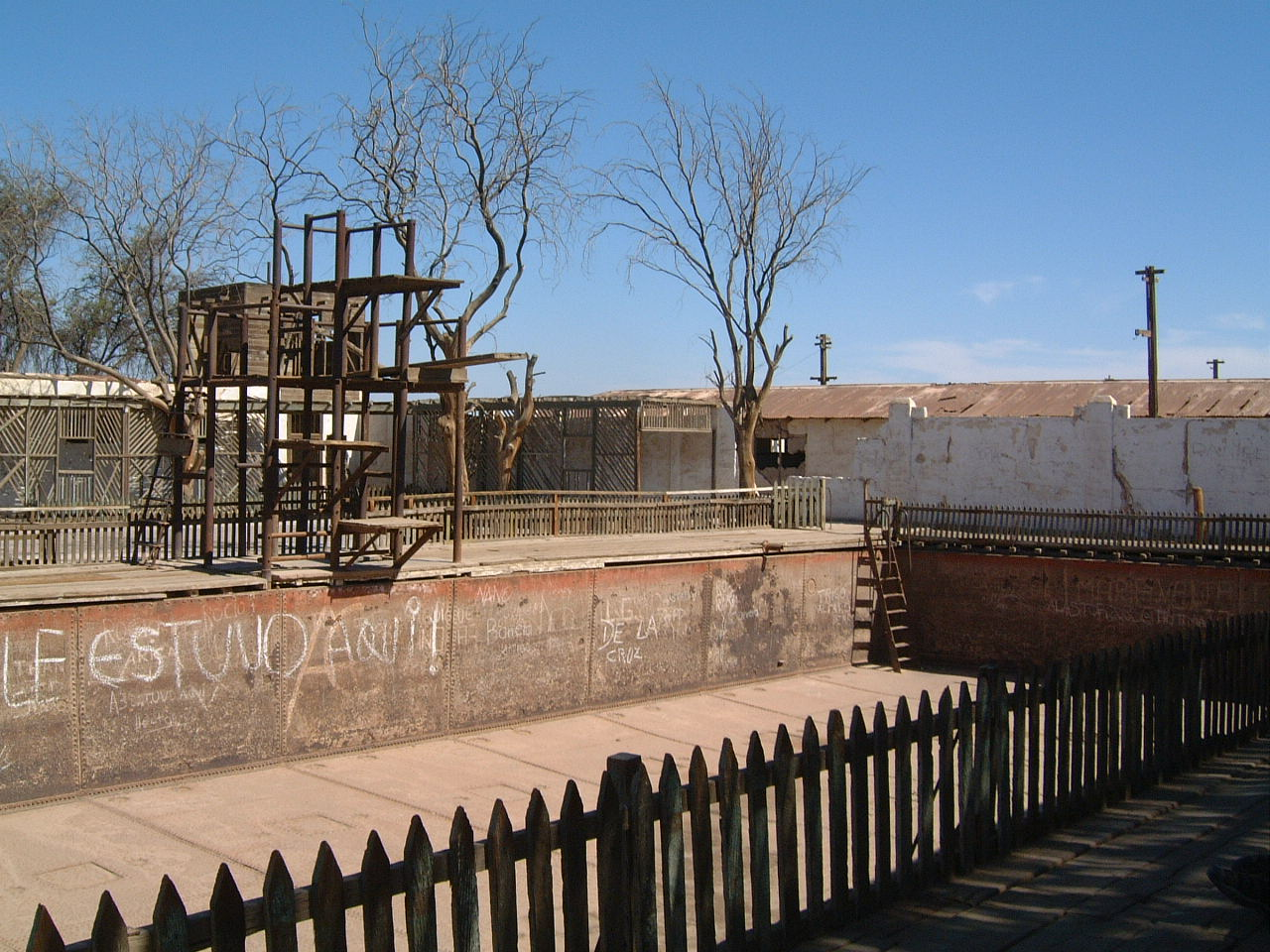
游泳池
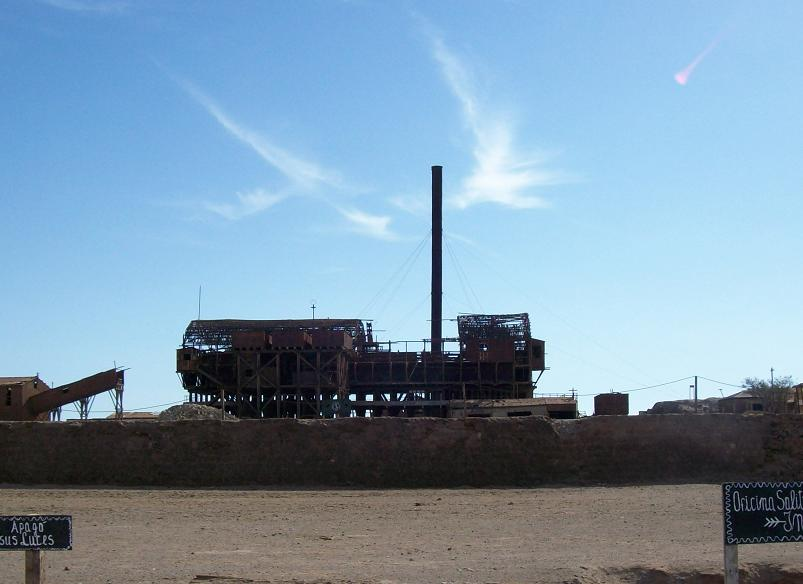
圣劳拉采石场的设备